# Észak-Karolina folyói

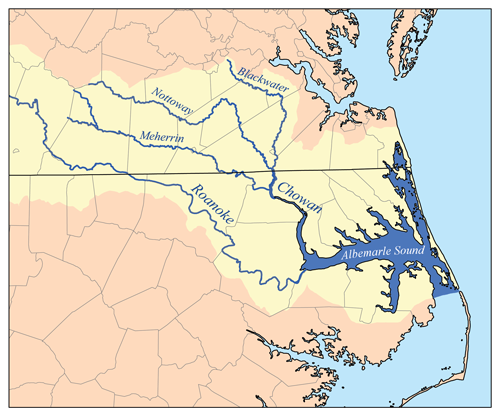
Chowan és lower Roanoke vízgyűjtő medence

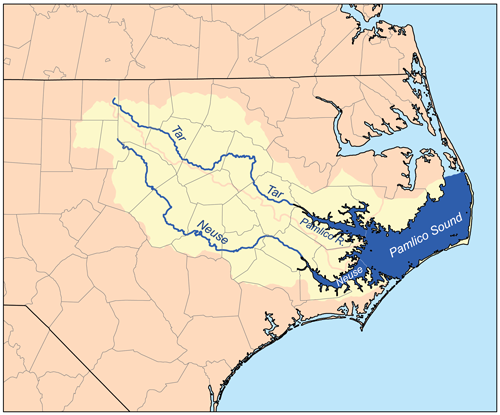
Pamlico és Neuse vízgyűjtő medence

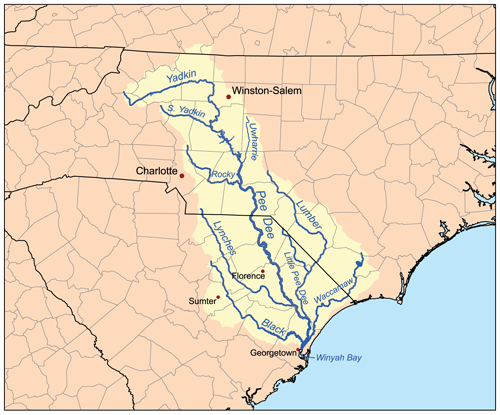
Pee Dee vízgyűjtő medence

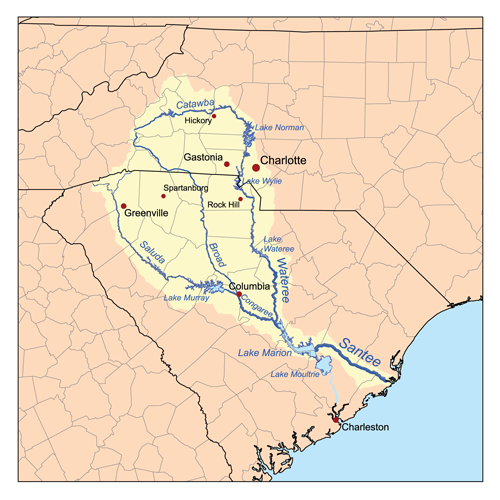
Santtee vízgyűjtő medence

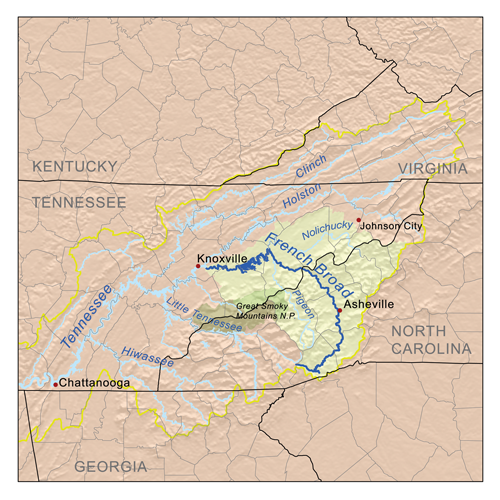
French Broad vízgyűjtő medence

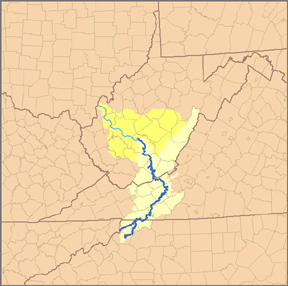
New Folyó vízgyűjtő medence

Ez a szócikk Észak-Karolina folyóit tartalmazza, különféle szempontok szerint csoportosítva.

## AzAtlanti-óceánbaömlő folyók listája

### Chowan és lower Roanoke vízgyűjtő medence
North Landing folyó, Northwest folyó, Pasquotank folyó, Little folyó, Perquimans folyó, Yeopim folyó, Chowan folyó, Wiccacon folyó, Meherrin folyó, Roanoke folyó, Cashie folyó, Dan folyó, Hyco folyó, Mayo folyó,
Scuppernong folyó, Alligator folyó, Long Shoal folyó

### Pamlico és Neuse vízgyűjtő medencéje
Pamlico folyó, Pungo folyó, Tar folyó, Fishing Creek,
Bay folyó, Neuse folyó, South folyó, Trent folyó, Contentnea Creek, Little folyó,
Crabtree Creek, Ellerbe Creek, Eno folyó, Little folyó, Flat folyó, North folyó,
Newport folyó, White folyó, New folyó, Cape Fear folyó, Northeast Cape Fear folyó,
Black folyó, South folyó, Great Coharin Creek, Little Coharin Creek, Six Runs Creek,
Upper Little folyó, Deep folyó, Rocky folyó, Haw folyó, New Hope folyó, New Hope Creek
Big Alamance Creek, Little Alamance Creek, Lockwood Folly folyó, Shallotte folyó, Little folyó.

### Pee Dee vízgyűjtő medence
Pee Dee folyó, Waccamaw folyó, Little Pee Dee folyó (DK), Lumber folyó, Lynches folyó, Little folyó, Rocky folyó, Coddle Creek, Uwharrie folyó,
Little Uwharrie folyó, Yadkin folyó, Abbotts Creek, South Yadkin folyó, Little Yadkin folyó, Ararat folyó, Elkin folyó, Fisher folyó, Little Fisher folyó, Mitchell folyó,
Mulberry folyó, Roaring folyó, Reddies folyó,

### Santee vízgyűjtő medence
Santee folyó(DK), Wateree folyó(DK), Catawba folyó, Lower Little folyó,
Middle Little folyó, Upper Little folyó, Johns folyó, Linville folyó, Congaree folyó (DK), Broad folyó, Pacolet folyó (DK), North Pacolet folyó, First Broad folyó, Second Broad folyó, Green folyó, Hungry folyó, Little Hungry folyó, Savannah folyó (DK),
Seneca folyó(DK), Keowee folyó (DK), Toxaway folyó, Horsepasture folyó, Whitewater folyó, Thompson folyó, Tugaloo folyó (DK), Chattooga folyó, Tallulah folyó.
Ohio/Tennessee River Basin

### French Broad folyó/Ohiofolyó vízgyűjtő medencéje
Tennessee folyó (KY, TN,), Hiwassee folyó, Nottely folyó, Valley folyó, Little Tennessee folyó, Cheoah folyó, Tuckasegee folyó, Oconaluftee folyó, Nantahala folyó, Cullasaja folyó, French Broad folyó, Nolichucky folyó, Cane folyó, Toe folyó, Pigeon folyó,
Swannanoa folyó, folyó, Mills folyó, Little folyó, Davidson folyó, Ivy folyó (Creek)

### New folyó vízgyűjtő medence
Holston folyó (TN), South Fork Holston folyó (TN), Watauga folyó, Elk folyó, Kanawha folyó (WV), New folyó, Little folyó, North Fork New folyó, South Fork New River

## ABC sorrendben eredeti irásmóddal
- Alligator River,
- Ararat River,
- Black River,
- Broad River,
- Cane River,
- Cape Fear River,
- Cashie River,
- Catawba River,
- Cheoah River,
- Chowan River,
- Cullasaja River,
- Dan River,
- Davidson River,
- Deep River,
- Elk River,
- Eno River,
- First Broad River,
- Fisher River,
- French Broad River,
- Great Pee Dee River,
- Green River,
- Haw River,
- Hungry River,
- Hyco River,
- Johns River,
- Linville River, Little River,
- (Albemarle Sound),
- Little River (Atlantic Ocean),
- Little River (Cape Fear River),
- Little River (Eno River),
- Little River (French Broad River),
- Little River (Jacob Fork),
- Little River (Neuse River),
- Little River (North Carolina-Virginia),
- Little River (Pee Dee River), Little River (Roanoke River),
- Little Fisher River,
- Little Hungry River,
- Little Tennessee River,
- Little Uwharrie River,
- Lockwood Folly River,
- Lower Little River,
- Lumber River,
- Lynches River,
- Mayo River, Meherrin River,
- Middle Little River,
- Mills River,
- Mitchell River,
- Nantahala River, Neuse River, New Hope River,
- New River - western North Carolina
- New River - southeastern North Carolina,
- Nolichucky River,
- North Pacolet River,
- North River,
- Northeast Cape Fear River,
- Pamlico River,
- Pasquotank River,
- Pee Dee River,
- Perquimans River, Pigeon River,
- Reddies River,
- Roanoke River (Staunton River),
- Roaring River,
- Rocky River,
- Scuppernong River,
- Second Broad River,
- Shallotte River,
- Six Run Creek,
- South River,
- South River (Neuse River estuary),
- South Yadkin River,
- Swannanoa River,
- Tar River, Toe River,
- Trent River,
- Tuckasegee River,
- Upper Little River,
- Uwharrie River,
- Waccamaw River,
- Watauga River,
- White Oak River,
- Whitewater River,
- Wiccacon River,
- Yadkin River